# 599
599 (DXCIX) fue un año común comenzado en jueves del calendario juliano, en vigor en aquella fecha.

## Acontecimientos
- Celebración del II Concilio de Barcelona.
- Mauricio, emperador bizantino, se niega a pagar a los ávaros el rescate por 12 000 de sus hombres, que son ejecutados.